# アラスカ州副知事
アラスカ州副知事（Lieutenant Governor of Alaska）は、アメリカ合衆国アラスカ州の副知事である。

## 一覧
| 氏名                           | 政党           | 任期                           | 知事                           |
| ------------------------------ | -------------- | ------------------------------ | ------------------------------ |
| ヒュー・ウェイド               | 民主党         | 1959年 - 1966年                | ウィリアム・アレン・イーガン   |
| キース・ハーヴィー・ミラー     | 共和党         | 1966年 - 1969年                | ウォルター・ジョゼフ・ヒッケル |
| ロバート・W・ウォード          | 共和党         | 1969年 - 1970年                | キース・ハーヴィー・ミラー     |
| H・A・ブーシェ                 | 民主党         | 1970年 - 1974年                | ウィリアム・A・イーガン        |
| ローウェル・トーマス・ジュニア | 共和党         | 1974年 - 1978年                | ジェイ・ハモンド               |
| テリー・ミラー                 | 共和党         | 1978年 - 1982年                | ジェイ・ハモンド               |
| スティーヴン・マカルパイン     | 民主党         | 1982年 - 1990年                | ビル・シェフィールド           |
| スティーヴン・マカルパイン     | 民主党         | 1982年 - 1990年                | スティーヴ・クーパー           |
| ジャック・コグヒル             | アラスカ独立党 | 1990年 - 1994年                | ウォルター・J・ヒッケル        |
| フラン・ウルマー               | 民主党         | 1994年 - 2002年                | トニー・ノウルズ               |
| ローレン・レマン               | 共和党         | 2002年 - 2006年                | フランク・マーコウスキ         |
| ショーン・パーネル             | 共和党         | 2006年 - 2009年                | サラ・ペイリン                 |
| クレイグ・キャンベル           | 共和党         | 2009年 - 2010年                | ショーン・パーネル             |
| ミード・トレッドウェル         | 共和党         | 2010年 - 2014年                | ショーン・パーネル             |
| バイロン・マロット             | 民主党         | 2014年 - 2018年                | ビル・ウォーカー               |
| ヴァレリー・デビッドソン       | 無所属         | 2018年10月16日 - 2018年12月3日 | ビル・ウォーカー               |
| ケビン・マイヤー               | 共和党         | 2018年12月3日 - 2022年12月5日  | マイク・ダンリービー           |
| ナンシー・ダルストロム         | 共和党         | 2022年12月5日 -                | マイク・ダンリービー           |